# Henry Cárdenas
Henry Cárdenas Orduz (Sogamoso, 30 oktober 1965) is een Colombiaans voormalig wielrenner. In 1989 werd hij tweede op het Colombiaanse kampioenschap voor elite.

## Belangrijkste overwinningen
1987
- 6e etappe Critérium du Dauphiné Libéré

1988
- 3e etappe Clásico RCN
- Proloog Ronde van Venezuela

1995
- 4e etappe Clásico RCN

1996
- 2e etappe Clásico RCN

## Grote rondes
| Jaar | Ronde van Italië | Ronde van Frankrijk | Ronde van Spanje |
| ---- | ---------------- | ------------------- | ---------------- |
| 1986 |                  |                     |                  |
| 1987 |                  |                     | 9e               |
| 1988 |                  | opgave              | opgave           |
| 1989 | 44e              | opgave              |                  |
| 1990 |                  |                     | 32e              |
| 1991 |                  | 43e                 | 26e              |
| 1992 | 41e              |                     | opgave           |
| 1993 |                  |                     |                  |
| 1994 |                  |                     |                  |
| 1995 |                  |                     |                  |
| 1996 | opgave           |                     |                  |
| 1997 |                  |                     |                  |